# E61

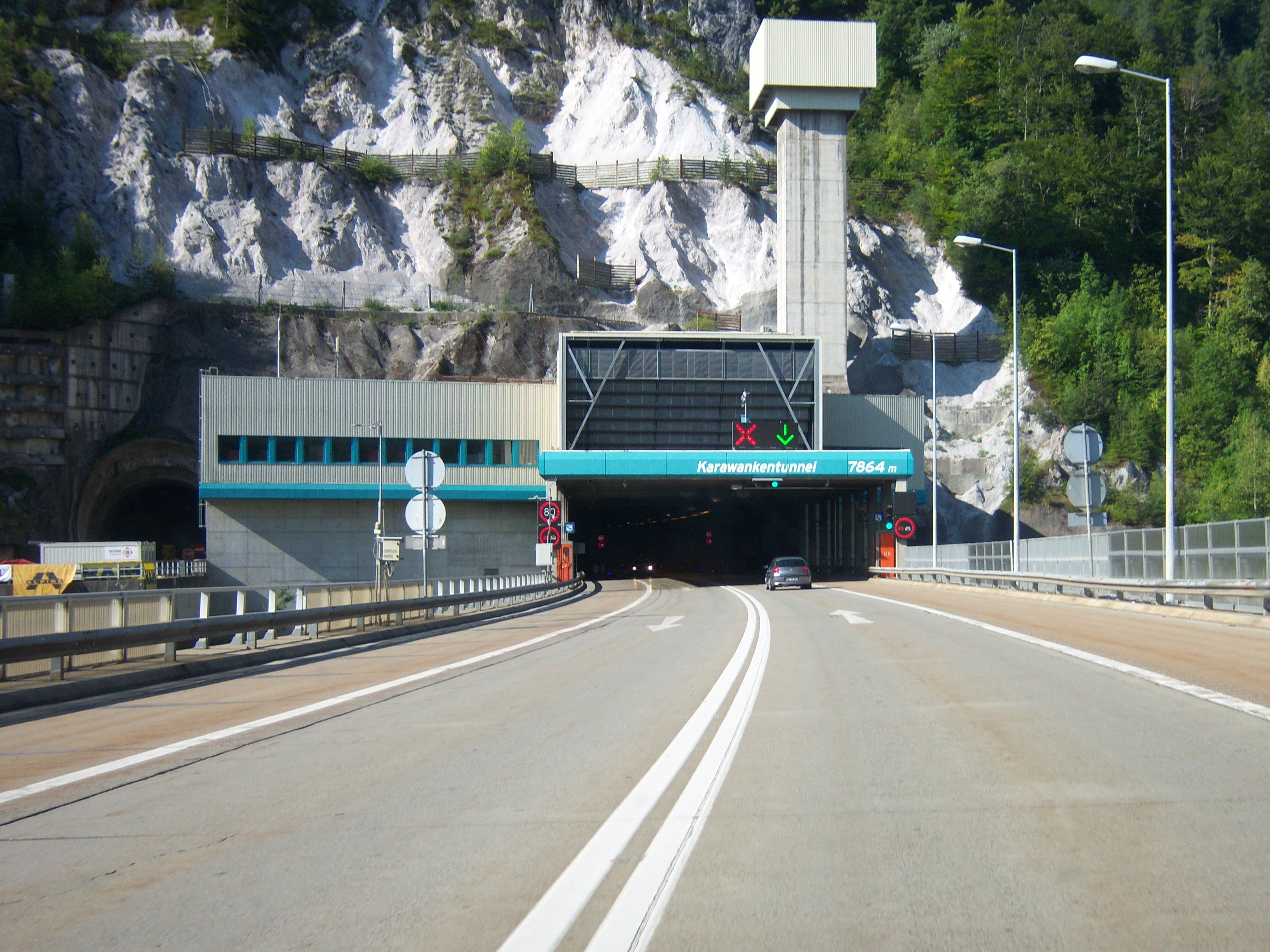
Karawankentunneln som korsar gränsen Österrike-Slovenien.

E61 eller Europaväg 61 är en 240 km lång europaväg som börjar i Villach i Österrike, passerar Slovenien och som slutar i Rijeka i Kroatien.

## Sträckning
Villach - Karawankentunneln (gräns Österrike-Slovenien) - Naklo - Ljubljana - Trieste (slovenska sidan) - (gräns Slovenien-Kroatien) - Rijeka

## Standard
E61 är motorväg hela sträckan utom en kort sträcka i södra Slovenien. Motorvägarna har nummer A1 och A2 i Slovenien. I Kroatien har motorvägen nummer A7.

## Anslutande europavägar
Vägen ansluter till eller korsar:
| - E55 - E66 - E652 |  | - E70 - E751 - E65 |